# Stemphylium
Genre
Stemphylium est un genre de champignons ascomycètes de la famille des Pleosporaceae.

## Synonymes
Selon Index Fungorum (24 novembre 2014) :
- Epochniella Sacc., 1880 ;
- Fusicladiopsis Maire, 1907 ;
- Scutisporium Preuss, 1851 ;
- Soreymatosporium Sousa da Câmara, 1930 ;
- Thyrodochium Werderm., 1924 ;
- Thyrospora Tehon & E.Y. Daniels, 1925.

## Liste d'espèces
Selon Index Fungorum (24 novembre 2014) :
- Stemphylium alboatrum P. Karst. 1893
- Stemphylium alfalfae E.G. Simmons 1986
- Stemphylium allii Oudem. 1902
- Stemphylium allii-cepae X.G. Zhang & T.Y. Zhang 2003
- Stemphylium amaranthi Y.F. Pei & X.G. Zhang 2009
- Stemphylium amoenum Oudem. 1883
- Stemphylium amyi Reifschn.
- Stemphylium anomalum Gonz. Frag. 1917
- Stemphylium arnyi Reifschn. 1979
- Stemphylium asperulum Sacc. 1881
- Stemphylium astragali (Yoshii) W. Yamam. 1960
- Stemphylium basellae B.J. Li, Yan F. Zhou & Y.L. Guo 2012
- Stemphylium berlesii Oudem. 1902
- Stemphylium bizarrum Viégas 1961
- Stemphylium bolickii Sobers & C.P. Seym. 1963
- Stemphylium botryosum Sacc. 1886
- Stemphylium brassicicola Y.F. Pei & X.G. Zhang 2010
- Stemphylium bubakii E.G. Simmons 2002
- Stemphylium butyri F. Patt. 1900
- Stemphylium callistephi K.F. Baker & L.H. Davis 1950
- Stemphylium cannabinum (Bakhtin & Gutner) Dobrozr.
- Stemphylium cannabinum (Bakhtin & Gutner) Khokhr. 1956
- Stemphylium capsici Yong Wang bis & X.G. Zhang 2006
- Stemphylium celosiae (Tassi) Bremer & al. 1952
- Stemphylium chisha Y. Nisik. & Hiura ex Y. Nisik. 1960
- Stemphylium chlamydosporum J.A. Hoes 1963
- Stemphylium cirsii (Lindau) E.G. Simmons 1997
- Stemphylium citri F. Patt. & Charles 1910
- Stemphylium codii Zeller 1918
- Stemphylium congestum G.A. Newton 1928
- Stemphylium crataegi (Ellis & Everh.) Höhn. 1929
- Stemphylium cremanthodii Y.F. Pei & X.G. Zhang 2009
- Stemphylium cucumis Y.F. Pei & X.G. Zhang 2011
- Stemphylium cucurbitacearum Osner 1918
- Stemphylium dendriticum Sousa da Câmara 1930
- Stemphylium descurainiae X.G. Zhang & T.Y. Zhang 2007
- Stemphylium dichroum Petr. 1950
- Stemphylium drummondii Nirenberg & Plate 1983
- Stemphylium dubium (Corda) Bonord. 1851
- Stemphylium elasticae F. Patt. 1900
- Stemphylium ericetorum A. Braun & de Bary
- Stemphylium ericoctonum A. Braun & de Bary 1853
- Stemphylium eturmiunum E.G. Simmons 2001
- Stemphylium eugeniae Verwoerd & du Plessis 1933
- Stemphylium flavicans Jasevoli 1924
- Stemphylium fuligo Berk. & M.A. Curtis 1867
- Stemphylium fuscescens Rabenh. 1868
- Stemphylium fuscum Curr. 1888
- Stemphylium globuliferum (Vestergr.) E.G. Simmons 1969
- Stemphylium gossypii X.G. Zhang & T.Y. Zhang 2002
- Stemphylium gossypiicola (Y. Nisik.) E.G. Simmons 2003
- Stemphylium herteri Speg. 1937
- Stemphylium heterosporum (Desm.) N.F. Buchw. 1958
- Stemphylium heterosporum D. Sacc. 1896
- Stemphylium hydrangeae X.G. Zhang & T.Y. Zhang 2007
- Stemphylium incarvilleae Byzova 1979
- Stemphylium inflatum Sacc. 1881
- Stemphylium insidens Cooke & Massee 1890
- Stemphylium iranicum Esfand. 1950
- Stemphylium ixeridis Y.F. Pei & X.G. Zhang 2010
- Stemphylium juniperinum P. Karst. 1892
- Stemphylium kriegerianum (Bres.) E.G. Simmons 1997
- Stemphylium lactucae X.G. Zhang & T.Y. Zhang 2002
- Stemphylium lancipes (Ellis & Everh.) E.G. Simmons 1969
- Stemphylium laxum Ellis & Everh. 1895
- Stemphylium leguminum Sacc. 1917
- Stemphylium loti J.H. Graham 1953
- Stemphylium luffae Y.F. Pei & X.G. Zhang 2011
- Stemphylium lycii Y.F. Pei & X.G. Zhang 2011
- Stemphylium lycopersici (Enjoji) W. Yamam. 1960
- Stemphylium macropodium Bonord. 1851
- Stemphylium maculans Osterw. 1930
- Stemphylium majusculum E.G. Simmons 1969
- Stemphylium mali Yong Wang bis & X.G. Zhang 2009
- Stemphylium maritimum T.W. Johnson 1957
- Stemphylium melanopus (Schwein.) S. Hughes 1958
- Stemphylium microsporum Y.F. Pei & X.G. Zhang 2010
- Stemphylium momordicae X.G. Zhang & T.Y. Zhang 2003
- Stemphylium muriculatum Sacc. 1917
- Stemphylium nabarii Sarwar 1966
- Stemphylium nemopanthes Dearn. 1916
- Stemphylium nigricans (G.F. Atk.) E.G. Simmons 2003
- Stemphylium oblongum Yong Wang bis & X.G. Zhang 2009
- Stemphylium opacum Sacc. 1891
- Stemphylium paludiscirpi E.G. Simmons 2001
- Stemphylium phaeosporum De Not. 1867
- Stemphylium phaseolina Yong Wang bis & X.G. Zhang 2010
- Stemphylium phyllogenum (Kalchbr. & Cooke) Sacc. 1886
- Stemphylium pisi X.G. Zhang & T.Y. Zhang 2007
- Stemphylium plantaginis Yong Wang bis & X.G. Zhang 2006
- Stemphylium platycodontis Yu bis 2013
- Stemphylium polymorphum Bonord. 1851
- Stemphylium polymorphum Corda 1837
- Stemphylium pruni Yong Wang bis & X.G. Zhang 2006
- Stemphylium punctiforme Sacc. 1892
- Stemphylium pyriforme Bonord. 1851
- Stemphylium pyrina Yong Wang bis & X.G. Zhang 2009
- Stemphylium quercinum Sacc.
- Stemphylium rhizospermum (Corda) Bonord. 1851
- Stemphylium rosarium (Penz.) E.G. Simmons 1990
- Stemphylium sarciniforme (Cavara) Wiltshire 1938
- Stemphylium sedicola E.G. Simmons 2001
- Stemphylium solani G.F. Weber 1930
- Stemphylium sophorae Yong Wang bis & X.G. Zhang 2009
- Stemphylium soredosporum (Preuss) Sacc. 1886
- Stemphylium sphaericum Sacc. 1917
- Stemphylium sphaeropodium Bonord. 1864
- Stemphylium sphaerospermum (Preuss) Sacc. 1886
- Stemphylium spinaciae B.J. Li, Yan F. Zhou & Y.L. Guo 2011
- Stemphylium subcongestum Yatel 1938
- Stemphylium subglobuliferum F. Xue & X.G. Zhang 2005
- Stemphylium subradians Ellis & Everh. 1895
- Stemphylium subsphaericum Fairm. 1922
- Stemphylium subtile Fr. 1849
- Stemphylium symphyti E.G. Simmons 2004
- Stemphylium symplocarpi (Syd. & P. Syd.) Chadef. 1965
- Stemphylium tabaci Oudem. 1902
- Stemphylium tetraedricoglobosum Bubák & Syd. 1915
- Stemphylium tomatonis E.G. Simmons 2001
- Stemphylium trichellum Arcang. & Sacc. 1878
- Stemphylium trifolii J.H. Graham 1957
- Stemphylium trisectum (A. Raabe) E.G. Simmons 2002
- Stemphylium tritici F. Patt. 1910
- Stemphylium tritici K.B. Deshp. & K.S. Deshp. 1965
- Stemphylium turriforme X.G. Zhang & T.Y. Zhang 2007
- Stemphylium variabilis Yong Wang bis & X.G. Zhang 2010
- Stemphylium verruculosum (O.E.R. Zimm.) Sacc. 1886
- Stemphylium vesicarium (Wallr.) E.G. Simmons 1969
- Stemphylium vinosum Torrend 1912
- Stemphylium viticola Pass. 1888
- Stemphylium xanthosomatis B. Huguenin 1966